# Sarah Puntigam
Sarah Puntigam (Raning, Südoststeiermark, Estiria, Austria; 13 de octubre de 1992) es una futbolista austriaca, juega como mediocampista. Actualmente se desempeña en el Houston Dash de la National Women's Soccer League de Estados Unidos. Es internacional con la selección de Austria, de la cual es capitana y la jugadora con más encuentros disputados.

## Clubes
| Club              | País           | Año         |
| ----------------- | -------------- | ----------- |
| DFC LUV Graz      | Austria        | 2007 - 2009 |
| Bayern de Múnich  | Alemania       | 2009 - 2013 |
| Sport Club Kriens | Suiza          | 2013 - 2014 |
| SC Friburgo       | Alemania       | 2014 - 2018 |
| Montpellier HSC   | Francia        | 2018 - 2022 |
| 1. FC Colonia     | Alemania       | 2022 - 2023 |
| Houston Dash      | Estados Unidos | 2023 - Act. |

## Títulos

### Copa de Alemania
| Título           | Club             | País     | Temporada   |
| ---------------- | ---------------- | -------- | ----------- |
| Copa de Alemania | Bayern de Múnich | Alemania | 2011 - 2012 |

### Campeonatos internacionales
| Título         | Equipo               | Sede   | Año  |
| -------------- | -------------------- | ------ | ---- |
| Copa de Chipre | Selección de Austria | Chipre | 2016 |

## Vida personal
Puntigam se casó con su novia Genessee Daughetee en junio de 2022.